# Pall Mall
Cet article concerne la rue de Londres. Pour la marque de cigarettes, voir Pall Mall (cigarette).
Pall Mall (prononciation en anglais : [pæl mæl]) est une rue de Londres, dans la Cité de Westminster.

## Situation et accès
Parallèle à The Mall et à Piccadilly, elle s'étend depuis St. James's Street et le palais St. James jusqu'à Haymarket et Cockspur Street, après avoir traversé Waterloo Place. Elle est prolongée sous le nom de Pall Mall East jusqu’à Trafalgar Square.
Sa renommée lui vient surtout de ses gentlemen's clubs, fondés aux XIXe et XXe siècles, notamment l'Athenaeum Club, le Travellers Club, le Reform Club, le United Service Club, l'Oxford and Cambridge Club et le Royal Automobile Club. Surnommé « Club Land », Pall Mall a inspiré les romanciers.
La station de métro la plus proche est Green Park, où circulent les trains des lignes  Jubilee  Piccadilly  Victoria.

## Origine du nom
Le nom de « Pall Mall » est dérivé de pall-mall ou pell-mell, lui-même derivé du mot français paille-maille, désignant le jeu de mail, sorte de croquet auquel on jouait dans ce quartier au XVIIe siècle. Populaire en Ecosse et en France, le jeu fut introduit en Angleterre par le roi Jacques VI et Ier après 1603.

## Historique

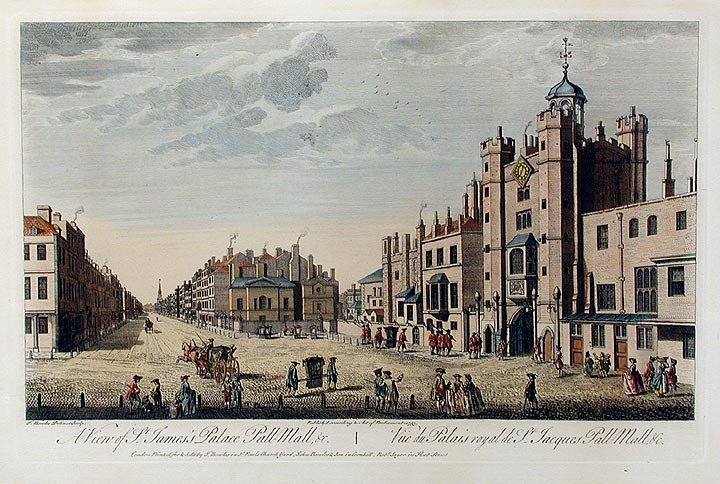
Vue de Pall Mall s'ouvrant en perspective sur la gauche. Le palais St. James se trouve à droite.

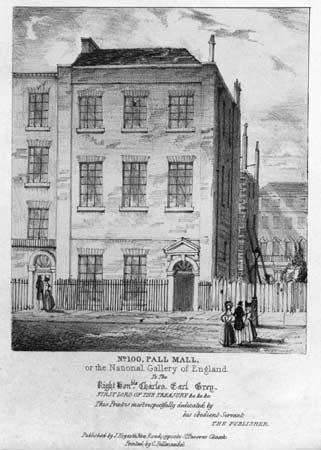
100, Pall Mall : l'emplacement de la National Gallery jusqu'en 1834.

Pall Mall fut aussi le centre des beaux-arts de Londres au début du XIXe siècle. La Royal Academy, la National Gallery et la maison de vente aux enchères Christie's s'y trouvaient réunies.
Ernest Gambart y avait une galerie d'art au no 121, ouverte en 1854, dans laquelle il exposa en 1861 les portraits d'amis et de parents de Frances, Lady Waldegrave par James Sant. Cela permit à cet artiste, devenu membre de la Royal Academy dix ans plus tard, de faire ses débuts.
Henry Wallis, frère du graveur Robert Wallis, y dirigea la French Gallery jusqu'en 1890.
C'est à Pall Mall que fut installé pour la première fois l'allumage au gaz dans une rue londonienne.
La quasi-totalité de la partie sud de Pall Mall appartient à la Couronne britannique depuis plusieurs siècles. L'ensemble est aujourd'hui géré par le Crown Estate. Carlton House, l'ancienne résidence du prince-régent, futur Georges IV, se trouvait à l'extrémité est de la rue.
Pall Mall abrita également le War Office et en devint le synonyme, tout comme « Whitehall » se réfère au centre administratif du gouvernement du Royaume-Uni.

## Bâtiments remarquables et lieux de mémoire
- No 106 : Institute of Directors (IoD), organisation patronale britannique ayant fêté ses cent ans en 2003[5].